# 达拉苏拉姆
达拉苏拉姆（Dharasuram），是印度泰米尔纳德邦坦贾武尔县的一个城镇。总人口13027（2001年）。

## 人口
该地2001年总人口13027人，其中男性6544人，女性6483人；0—6岁人口1489人，其中男791人，女698人；识字率70.15%，其中男性为77.09%，女性为63.13%。